# Дамаев, Василий Петрович
Васи́лий Петро́вич Дамаев (7 (19) апреля 1878, станица Отрадная, Баталпашинский отдел, Кубанская область — 11 октября 1932, Москва) — российский и советский оперный певец (лирико-драматический тенор).

## Биография
Происходил из крестьянской среды. Окончив четыре класса станичной школы, был вынужден сам зарабатывать, мальчишкой стал работать пастухом. Музыкальность проявилось очень рано — сам научился играть на скрипке и пел в церковном хоре, а в 16 лет в своей станице организовал казачий любительский духовный хор. В 17 лет женился на соседской девочке, скоро появились дети, росло хозяйство.
Судьбу юного певца из честного церковного хора изменил случай: приехавший чиновник из Москвы услышал его и уговорил серьёзно заняться музыкальным образованием.
В 1895 году Дамаев перебрался в Майкоп, но там учиться музыке не мог, а денег на профессиональное качественное образование не было. Молодого человека поддержал московский присяжный поверенный И. Л. Гар, и благодаря его помощи Дамаев сумел уехать в Москву, чтобы учиться. С 1903 года 25-летний кубанский казак начал заниматься у певицы В. П. Козловой, затем брал уроки пения у А. М. Успенского; Дамаев пел в церковном хоре, но этих денег на хватало, и музыкальные уроки оплачивал меценат К. К. Ушков, владелец чайной фирмы «Губкин, Кузнецов и Ко».
В 1904—1905 гг. студент Московского музыкально-драматического училища (педагоги М. Медведев и А. М. Успенский).
С 1906 г. выступал в благотворительных концертах с романсами и русскими народными песнями. Впоследствии немало концертировал и гастролировал с репертуаром, куда входили народные песни: в 1908—1910 концертировал в Орле, Рязани, Ярославле, Смоленске, Харькове, Тамбове, Саратове. 31 июля 1911 года в Майкопе состоялся благотворительный концерт при участии Дамаева в пользу погорельцев станицы Гиагинской и сирот Свято Оссиевского братства ( напечатано в < Майкопской газете > ).
В 1906—1920 или 1924 — артист Оперного театра Зимина, первые партии там готовил под руководством режиссёра П. С. Оленина и дирижёров Э. А. Купера и Е. Букке. Через много лет С. И. Зимин писал в мемуарах: «Дамаев обладал чудным по тембру голосом… и, заснув ничем, проснулся после дебюта в опере „Борис Годунов“ знаменитостью, о которой заговорила и вся пресса, и вся музыкальная Москва. Как сейчас помню его пробу. Его привел известный тогда характерный тенор Большого театра Успенский, который считал его своим учеником. Помню, было много дел в театре. Я назначил ему пробу отдельно, после дневной репетиции. На пробе я пришел в раж и буквально замучил певца, заставив спеть чуть ли не четыре пьесы… Я был в восторге и не медля пригласил и ученика, и учителя к себе в кабинет и подписал контракт. Насколько помню, Успенский водил его на пробу в Большой театр, но там, как всегда, пропустили талант мимо». В период сценической деятельности в Опере С. Зимина занимался вокалом с Ф. Канцель. Однако эти занятия неблагоприятно отразились на качестве его голоса (потеря голосовой мощи и появление излишней форсировки звука). Кроме того, молодого неопытного певца перегружали работой, от этой перегрузки страдал его голосовой аппарат, что имело трагические последствия.
Одновременно В. Дамаев много концертировал (весной 1910 вместе с С. Кусевицким и А. Скрябиным совершил концертное турне по Волге) и работал в нескольких частных антрепризах (принимал участие в спектаклях оперной труппы под управлением И. М. Лохвицкого-Ланского), с которыми гастролировал по России и за рубежом. Сам организовал оперную труппу в Нижнем Новгороде (весной 1916 была поставлена опера «Майская ночь» Н. Римского-Корсакова).
В 1909, 1911, 1913 — принимал участие в «Русских сезонах» (в Париже и Лондоне) по приглашению С. Дягилева, который очень высоко ценил певца и называл его «русским Таманьо», там Дамаев в опере «Псковитянка» стал партнером Шаляпина, причем в первый раз приглашение от Дягилева последовало через месяц после того, как В. П. Дамаев впервые выступил на оперной сцене.
В 1911 году опубликовал мемуарную заметку «Как я сделался артистом» // Театр. 1911. № 979. С. 6—7.
Ежегодно устраивал концерты в московском Большом театре, готовил и проводил концерты старинной русской песни в различных организациях (в зале Дворянского собрания). После революции в 1917 году продолжал ту же концертную деятельность, но уже для красноармейцев.
В 1921—1922 — пел в опере «Наш театр».
В 1922—1924 — в театре «Аквариум». В 1926 г. возглавлял труппу «Аквариума». Одновременно принимал участие в спектаклях национализированного бывшего частного театра С. И. Зимина — «Свободной опере Зимина».
В 1928—1930 гг. — художественный руководитель и солист передвижной Московской областной оперы, с которой гастролировал в Барнауле, Архангельске, Рязани и Туле.
В концертной деятельности пел п/у М. М. Ипполитова-Иванова, М. М. Купера, Э. А. Купера, И. О. Палицына, Е. Е. Плотникова, П. М. Славинского, Н. Черепнина.
Записывался на грампластинки (всего записал около 40 произведений) на московских студиях: «Бека», 1905; «Граммофон», 1910—1914; «Музтрест», 1910—13; «Пате»/Pathé, 1911; «Лирофон».
В 1922 году вынужден был оставить сцену. Другие источники называют 1930 год.
В 1931—1932 работал в Государственном центральном театральном музее им. А. А. Бахрушина.
В. П. Дамаев похоронен на Преображенском кладбище.
Архивные материалы певца хранятся в ГЦММК, ф. 209, 100 ед. хр., 1895—1958.
На родине певца в кубанской станице Отрадной организован посвященный ему музей.
Сын: Дмитрий Васильевич Дамаев (1903—1988) — певец (тенор), солист Московского театра оперетты, затем Московской областной оперетты.
Дочь: Марина Васильевна Дамаева (1915—1982) — балерина московского Большого театра.
Творчество певца отмечали многие музыкальные деятели, А. В. Нежданова назвала В. Дамаева «блестящим русским певцом».
Пружанский А. М.: «Обладал гибким, ровным, красивым от природы голосом мягкого тембра и необыкновенной силы, абсолютным слухом и феноменальной музыкальной памятью. Не владея профессиональным актёрским мастерством, покорял слушателей искренностью и эмоциональностью исполнения».
Музыкальная энциклопедия: «Дамаев обладал голосом большой силы, ровным во всех регистрах, прекрасной дикцией. Его игра отличалась искренностью, ярким темпераментом. Особенно близки его исполнительскому стилю были партии в русских операх».
Репертуар певца насчитывал свыше 50 партий.
- 31 августа 1908 — «Борис Годунов» М. П. Мусоргского — Самозванец (дебют в Опере Зимина)
- 1909 — «Нюрнбергские мейстерзингеры» Р. Вагнера — Вальтер Штольцинг
- 1909 — «Псковитянка» Н. А. Римского-Корсакова, 3-я ред. — Михайло Туча (первое исполнение оперы в Париже; в 1913 г. в его же исполнении опера прошла впервые в Лондоне)
- «Жизнь за царя» М. И. Глинки — Богдан Собинин
- «Золотой петушок» Н. А. Римского-Корсакова — Гвидон
- 1911— «Долина» Э. д’Альбера — Педро (первая постановка в Москве)
- 1911 — «Опричник» П. И. Чайковского — Андрей Морозов
- 1912 — «Тоска» Дж. Пуччини — Каварадосси
- 1913 — «Девушка с Запада» Дж. Пуччини — Джонсон
- 23 мая (5 июня) 1913 — «Хованщина» М. П. Мусоргского — Андрей Хованский (Париж, Театр Елисейских полей, п/у Э. А. Купера)
- 18 июня (1 июля) 1913 — «Хованщина» М. П. Мусоргского — Андрей Хованский (театр «Друри-Лейн»).
- 1914 — «Отелло» Дж. Верди — Отелло
- 1915 — «Руфь» М. Ипполитова-Иванова, постановка П. С. Оленина — Рувим (первая постановка в Москве)
- 1915 — «Иоанн Лейденский» («Пророк») Дж. Мейербера — Иоанн Лейденский
- «Богема» Дж. Пуччини — Рудольф
- 1917 — «Орестея» С. Танеева, постановка Ф. Ф. Комиссаржевского — Орест (первая постановка в Москве)
- «Аскольдова могила» А. Н. Верстовского — Торопка Голован
- «Садко» Н. А. Римского-Корсакова — Садко
- «Майская ночь» Н. А. Римского-Корсакова — Левко
- «Гугеноты» Дж. Мейербера — Рауль де Нанжи
- «Кармен» Ж. Бизе — Хозе
- «Аида» Дж. Верди — Радамес
- «Паяцы» Р. Леонкавалло — Канио (среди партнеров М. Баттистини; но публика в этот раз аплодировала и требовала «бис» от Дамаева, и после спектакля Баттистини, которого называли «королём баритонов», подошёл к В. П. Дамаеву и сказал: «Хорош русский тенор!»[источник не указан 1802 дня])
- «Пиковая дама» П. И. Чайковского — Герман
- «Юдифь» А. Серова — Ахиор
- «Самсон и Далила» К. Сен-Санса — Самсон